# میلوش ۳۳۳۷
سیارک ۳۳۳۷ (به انگلیسی: 3337 Milos، نامگذاری:1971UG1) سه هزار و سیصد و سی و هفتمین سیارک کشف شده‌است که در ۲۶ اکتبر ۱۹۷۱ کشف شد.
قدر مطلق سیارک برابر ۱۲٫۵۰ است.